# Fondachelli-Fantina

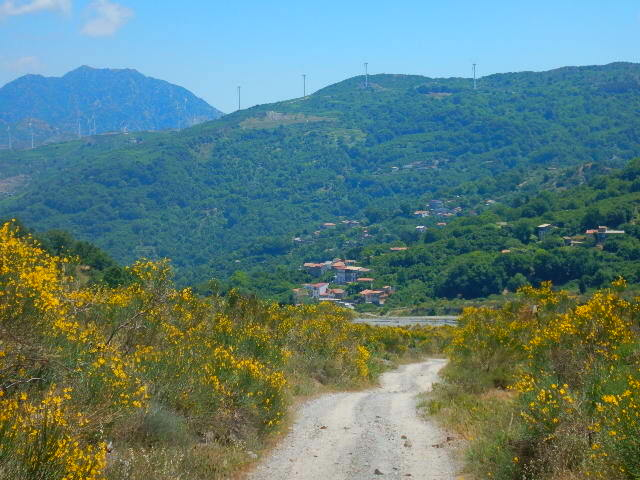
Fondachelli-Fantina

Fondachelli-Fantina település Olaszországban, Szicília régióban, Messina megyében. Lakosainak száma 989 fő (2023. január 1.). Fondachelli-Fantina Francavilla di Sicilia, Rodì Milici, Antillo és Novara di Sicilia községekkel határos.

## Népesség
A település lakossága az elmúlt években az alábbi módon változott:
| Lakosok száma | 1021 | 1070 | 989  |
|               | 2017 | 2018 | 2023 |